# Station Głogówko
Station Głogówko is een spoorwegstation in de Poolse plaats Głogówko.